# Niels Frandsen
Niels Hendrik Frandsen (født 1. oktober 1804 på Antvorskov, død 28. februar 1895) var en dansk godsejer og politiker.
Frandsen var søn af proprietær Peter Frandsen. Han stod i købmandslære i Kalundborg og var 1824-30 handelsbetjent i denne købstad. Han hjalp faderen med landbruget i et års tid, men købte 1831 en købmandshandel i Kalundborg, anlagde 1844 et bageri og blev 1846 udnævnt til mægler. Han købte i 1849 herregården Brejninggård ved Ringkjøbing sammen med broderen Hans Severin Frandsen (død 1879) og blev altså godsejer (på grund af godsets størrelse blev han dog i samtiden kaldt proprietær). Niels Frandsen oprettede et brænderi på gården, men 1882 var han nødsaget til at sælge den på auktion, hvorved brænderiet solgtes særskilt (nu kaldet Brænderigården) og selve gården for 124.000 kr. til apoteker H.G. Koefoed.
Niels Frandsen var formand for sogneforstanderskabet 1849-75, medlem af Ringkøbing Amtsråd 1854-68, landvæsenskommissær 1859-83, formand for husmands-hoveriets afløsning 1868-87 og repræsentant i Landbygningernes alm. Brandforsikring 1869-79. Han var desuden branddirektør for Ulfborg og Hind Herreder 1878-83. Han flyttede siden til en gård tættere på Ringkøbing, hvor han boede til 1887. Fra 1889 boede han i Kongens Lyngby.
Ved valget i 1855 stillede han op i 11. kreds, men fik kun 12 stemmer og blev ikke valgt. Han sejrede dog ved valget 20. juni 1859 og blev genvalgt ved det første valg i 1866 som tilhænger af den gennemsete Grundlov, men lod sig ikke opstille ved valget 18. oktober samme år. 15. september 1868 blev han atter valgt til Landstinget ved et suppleringsvalg, hvor han erstattede sognefoged J.B.M. Andersen, blev genvalgt ved det almindelige valg i 1870, men trak sig tilbage 1. oktober 1878. 1876 blev han Ridder af Dannebrog.
Frandsens politiske holdninger lå tættest på Højre.
Han blev gift efter 1850 med Amalie Marie Højer (1814-?) fra København, som må være død mellem 1855-1860, men ikke begravet i Brejning.